# Сан-Джусто-Канавезе
Сан-Джусто-Канавезе (італ. San Giusto Canavese, п'єм. San Giust) — муніципалітет в Італії, у регіоні П'ємонт,  метрополійне місто Турин.
Сан-Джусто-Канавезе розташований на відстані близько 540 км на північний захід від Рима, 30 км на північ від Турина.
Населення — 3400 осіб (2014).
Покровитель — San Giusto martire.

## Демографія
Населення за роками:

Станом на 1 січня 2023 року в муніципалітеті офіційно проживало 218 іноземців з 25 країн, серед них 142 громадяни країн Євросоюзу та 1 громадянин України.

## Сусідні муніципалітети
- Босконеро
- Фелетто
- Фольїццо
- Сан-Джорджо-Канавезе